# Вітроенергетика Австрії

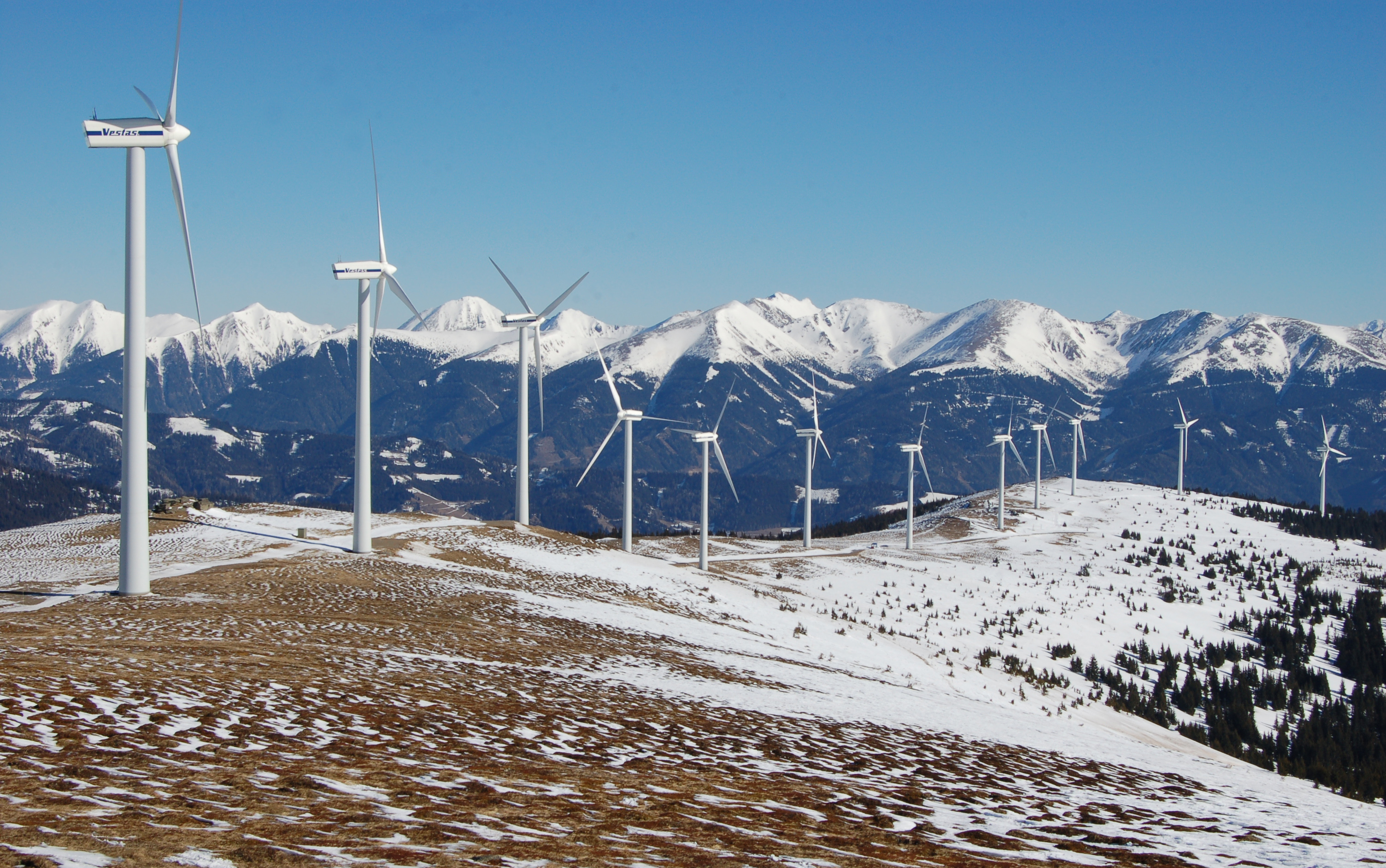
Вітрогенератори Vestas V66-1.75МВт на вітряній електростанції Тауерн в Оберцайрінгу

Хоча Австрія і є країною без виходу до моря з особливою пагорбистою топографією, але метеорологічні умови дозволяють використовувати енергію вітру. Перші розрахунки на основі даних метеорологічних станцій на початку 1980-х років показали несподівано високий потенціал видобутку вітряної електроенергії в Австрії — приблизно від 6 600 до 10 000 ГВт⋅год щорічно.
Станом на 2008 рік Австрія посідала 17-те місце у світі за встановленою потужністю 995 МВт, позаду Ірландії та попереду Греції.

## Історія
У 1980 роках в Австрії на приватному рівні проводились дослідження і експерименти з невеликими вітрогенераторами. 1994 року в Санкт-Пельтені встановлено вітрогенератор потужністю 110 кВт. Через шість місяців ще один вітрогенератор розпочав роботу в Цістердорфі. У 1995 році в Міхельбасі побудовано перший вітрогенератор за громадянської участі.
У січні 1996 року в Ебершвангу змонтовано перший вітрогенератор типу E-40 потужністю 500 кВт. На тому місці були встановлені не лише найбільші вітрогенератори, але й перша «вітрова електростанція». Упродовж 1996 року не було ознак нових контрактів на будівництво вітрогенераторів. Це призвело до панічної реакції після першого «буму» вітроенергетики.
Загалом упродовж року встановлено 36 вітрогенераторів загальною потужністю 12 МВт і щорічним видобутком 18 ГВт⋅год. Після 1996 року лише зрідка з'являлись умови для індивідуальних проектів, зокрема вітрова електростанція Цурндорфі.
Тиск окремих країн і думка про те, що поставлену ціль легше досягнути загальними зусиллями на національному рівні, ніж окремими зусиллями уряду, призвела до переговорів між федеральним урядом і урядами окремих земель і зрештою до підписання восени 2002 року «Акту зеленої електроенергії 2002» (Ökostromgesetz 2002).
2003 року змонтовано вітрогенератори загальною встановленою потужністю 276 МВт. В межах року видобуток електронергії підскочив утричі: від 139 МВт (на кінець 2002 року) до 415 МВт (на кінець 2003).

## Зростання встановленої потужності
Таблиця знизу показує зростання загальної встановленої потужності вітрових електростанцій рік за роком.
| Рік  | Встановлена потужність (МВт) |
| ---- | ---------------------------- |
| 2000 | 77                           |
| 2001 | 94                           |
| 2002 | 139                          |
| 2003 | 415                          |
| 2004 | 606                          |
| 2005 | 819                          |
| 2006 | 965                          |
| 2007 | 982                          |
| 2008 | 995                          |
| 2009 | 995                          |
| 2010 | 1 011                        |
| 2011 | 1 084                        |
| 2012 | 1 378                        |
| 2013 | 1 684                        |
| 2014 | 2 095                        |

## Галерея

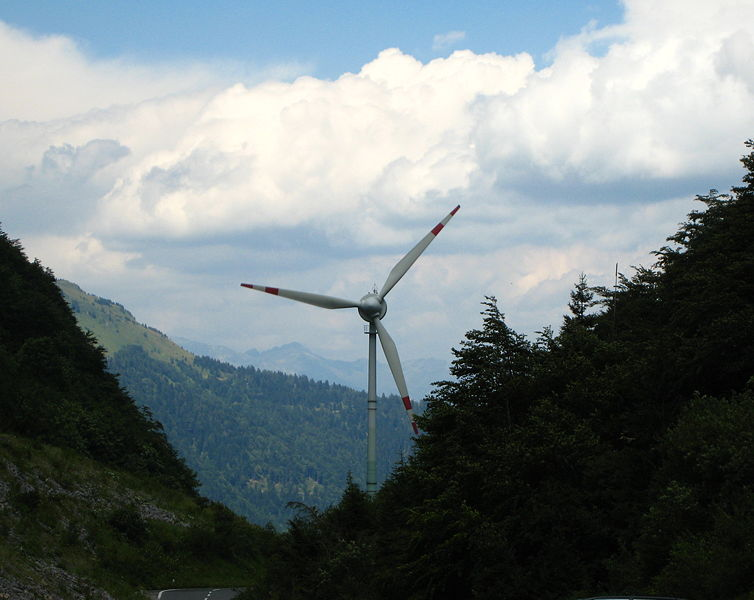
Вітрогенератор на австрійському боці перевалу Плекен
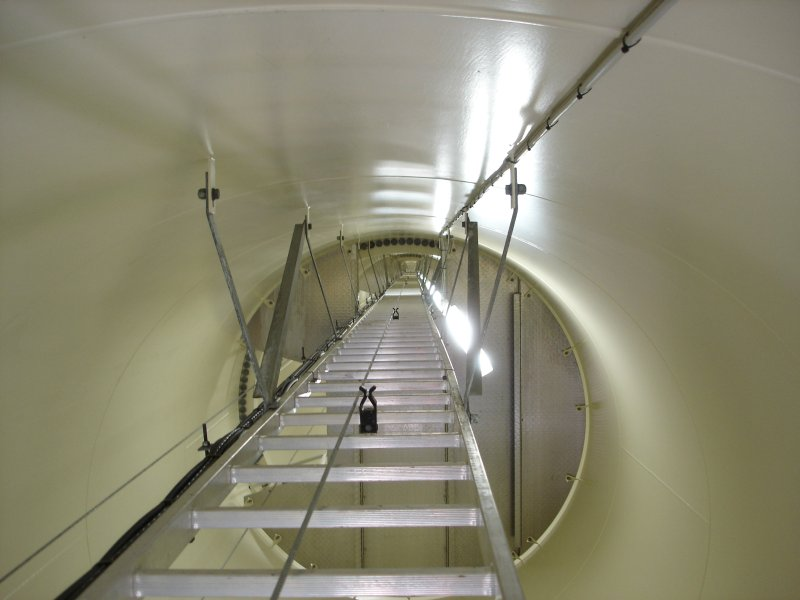
Драбина, по якій можна дістатись гондоли вітрогенератора в Нижній Австрії. Фотографію зроблено під час інспекції.
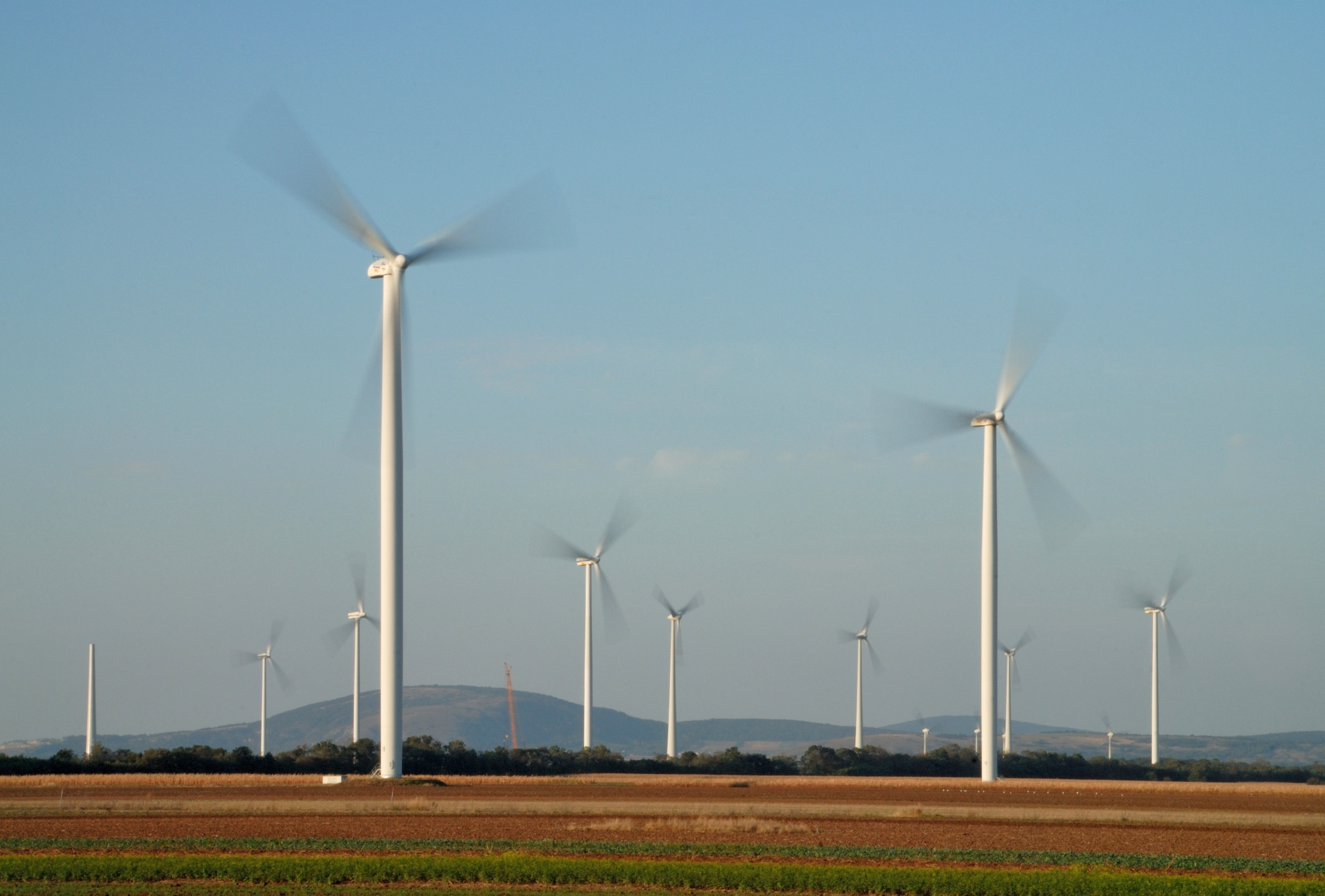
Вітрова електростанція Хефлайн, Нижня Австрія
Порівняння Австрії за встановленою потужністю вітрових електростанцій з іншими країнами Європейського Союзу.